# Jilson Bango
Jilson Bango (6 gennaio 1999) è un cestista angolano.

## Carriera

### Nazionale
Nel 2021 ha disputato, con la nazionale angolana, il Campionato africano, terminato come terzo miglior rimbalzista della competizione.
Nel 2023 è stato convocato per il Mondiale.

## Statistiche

### Eurolega
| Anno       | Squadra    | PG | PT | MP  | TC%  | 3P% | TL%  | RP  | AP  | PRP | SP  | PP  |
| ---------- | ---------- | -- | -- | --- | ---- | --- | ---- | --- | --- | --- | --- | --- |
| 2024-2025† | Fenerbahçe | 10 | 0  | 7,0 | 58,8 | -   | 87,5 | 1,8 | 0,1 | 0,2 | 0,1 | 2,7 |
| Carriera   | Carriera   | 10 | 0  | 7,0 | 58,8 | -   | 87,5 | 1,8 | 0,1 | 0,2 | 0,1 | 2,7 |

## Palmarès
- Campionato turco: 1

Fenerbahçe: 2024-2025
- Coppa di Turchia: 1

Fenerbahçe: 2025
- Eurolega: 1

Fenerbahçe: 2024-2025